# Садовый сельский округ (Акмолинская область)
Садо́вый се́льский окру́г (каз. Садовый ауылдық округі) — административная единица в составе Зерендинского района Акмолинской области Республики Казахстан. Административный центр — село Садовое.

## География
Сельский округ расположен на центре района, граничит:
- на востоке с Аккольским сельским округом,
- на юге с Чаглинским сельским округом,
- на западе с Приреченским и Булакским сельскими округами,
- на севере с Кокшетауской городской администрацией.

Через территорию сельского округа проходит автодорога Р-12. Протекает река Чаглинка.

## История
В 1989 году, на территории нынешнего сельского округа существовал Конезаводский сельсовет (сёла Березняковка, Заречное). Село Садовое находился в составе Красноярского сельсовета.
В 1990-е годы, село Садовое было передано в состав Конезаводского сельсовета, на статусе административного центра. Позже округ начал носить нынешнее название.
В 2018 году село Березняковка было переименовано в село Еликти.

## Население
| Численность населения | Численность населения | Численность населения |
| 1989                  | 1999                  | 2009                  |
| --------------------- | --------------------- | --------------------- |
| 1912                  | ↘1582                 | ↘1401                 |

## Состав
В состав сельского округа входят 3 населённых пунктов.
| № | Населённый пункт | Тип населённого пункта       | Население, 1989 | Население, 1999 | Население, 2009 |
| - | ---------------- | ---------------------------- | --------------- | --------------- | --------------- |
| 1 | Еликти           | село                         | 924             | 727             | 523             |
| 2 | Заречное         | село                         | 520             | 378             | 331             |
| 3 | Садовое          | село, административный центр | 468             | 477             | 547             |